# Vynohradiv
Vynohradiv  (ukrainska: Виноградів uttal (fil); ungerska: Nagyszőlős; rumänska: Seleuşu Mare; rusinska: Cивлюш (Syvljusj); ryska: Виноградов (Vinogradov), Yiddish: סעליש (Seylesh, Selish)), slovakiska: Sevľuš, tyska: Großweinstadt) är en stad i Zakarpatska oblast i västra Ukraina. Folkmängden uppgår till cirka 25 000 invånare. Staden är administrativ huvudort för Vynohradiv rajon.

## Historia
Nuvarande Vynohradiv omnämns för första gången år 1262, då som Zceuleus. 
I flera hundra år tillhörde staden Ungern, men efter Österrike-Ungerns kollaps kom staden 1918–38 att tillhöra Tjeckoslovakien. Efter andra världskrigets slut kom staden att tillhöra Ukrainska SSR, Sovjetunionen. Sedan Sovjetunionens upplösning 1991 ligger staden i Ukraina.

## Läge
Staden ligger vid Tiszafloden, nära gränsen till Rumänien. Den ligger 35 kilometer från Berehove.

## Namn
Staden kallades Sevlus (rusinsk translitterering av szőllős) fram till 1946, då namnet ändrades till Vynohradiv. Vinogradovo, Vynohradiv, och Nagyszőlős betyder 'Druvstaden' på ryska, ukrainska och ungerska. Den kallades också Vynohradovo på gammalukrainska (rutenska).

## Demografi
Etnisk indelning vid folkräkningen 2001:
- Ukrainare (71,4%)
- Ungrare (26,2%)
- Ryssar (1,2%)
- Romer (0,8%)

## Andra namn
- rusinska: Cивлюш (Syvlyush), Севлюш (Sevlyush) -- före 1946
- ryska:  Виноградoв (Vinogradov)
- ungerska:  Nagyszől(l)ős
- rumänska:  Seleuşu Mare
- slovakiska:  (Veľký) Sevľuš / Vinohradov
- tjeckiska:  (Velká) Sevl(j)uš / Vinohradov
- polska:  Winogradów
- jiddisch: סעליש (Seylesh, Selish)

## Vänorter
- Nyírbátor i Ungern
- Fehérgyarmat i Ungern
- Dynów i Polen
- Vranov nad Topľou i Slovakien